# 山崎神社
山崎神社（やまざきじんじゃ）は、和歌山県岩出市にある神社である。

## 祭神
主祭神は大市比売命、大山津見命、須佐之男命。